# Camille Erlanger

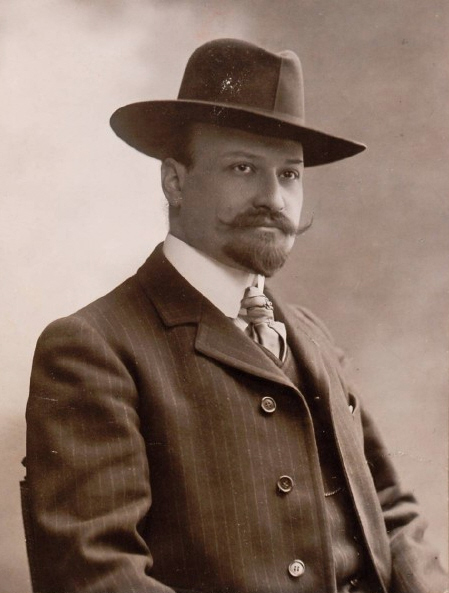
Camille Erlanger

Camille Erlanger (* 25. Mai 1863 in Paris; † 24. April 1919 ebenda) war ein französischer Komponist.

## Leben
Erlanger war ein Sohn des aus dem Elsass stammenden Joseph Erlanger (1834–1922) und dessen Ehefrau Babette (1838–1918), die in Paris ein Modistengeschäft betrieben. Er studierte am Pariser Konservatorium bei Léo Delibes (Komposition), bei Georges Mathias (Klavier) und bei Émile Durand (Harmonielehre). Er gewann 1888 mit der Kantate Veleda den Premier Grand Prix de Rome. Während des auf dem Preis folgenden Romaufenthaltes entstand seine erste Oper, Saint Julien l'hospitalier nach einer Erzählung von Gustave Flaubert. Sie wurde 1894 am Pariser Konservatorium uraufgeführt und machte ihn schlagartig in Paris bekannt.
Erlanger heiratete am 10. Juli 1902 in Paris (8. Arrondissement) Berthe Hillel-Manoach (1878–1920) und hatte mit ihr einen Sohn: Philippe Erlanger, der spätere Historiker und Begründer der Filmfestspiele von Cannes.
1919 starb Camille Erlanger in Paris und fand auf dem Friedhof Père-Lachaise (Division 96) seine letzte Ruhestätte.

## Rezeption
Die erfolgreichste seiner Opern war Aphrodite, die 1906 in der Opéra-Comique mit Mary Garden in der Hauptrolle uraufgeführt wurde. Erlangers letztes Werk Forfaiture war die erste Oper, die auf der Grundlage eines Spielfilmes (The Cheat) entstand, und wurde nach Erlangers Tod 1921 an der Opéra-Comique uraufgeführt. Neben Opern komponierte Erlanger auch mehrere Serenaden, eine sinfonische Suite (La Chasse fantastique) und Lieder nach russischen Volksdichtungen.

## Ehrungen
- Die Avenue Erlanger in Québec (Kanada) wurde ihm zu Ehren benannt

## Werke
- Saint Julien l’hospitalier (Libretto von Marcel Luguet nach Gustave Flaubert), légende drammatique in drei Akten, UA 1894
- Kermaria (Libretto von Pierre-Barthélemy Gheusi), idylle d’Armorique in drei Akten, UA 1897
- Le Juif polonais (Libretto von Henri Cain und Pierre-Barthélémy Gheusi nach Erckmann-Chatrian), Volkserzählung aus dem Elsass in drei Akten, UA 1900
- Le Fils de l’étoile, drame musical in fünf Akten, UA 1904
- Aphrodite (Libretto von Louis Ferdinand de Gramont nach Pierre Louÿs), drame musical in fünf Akten, UA 1906
- Noel, musikalische Tragödie, UA 1906
- Bacchus triomphant (Libretto von Henri Cain), poème lyrique in drei Akten, UA 1909
- Hannele Mattern (Libretto von Jean Thorel und Louis Ferdinand de Gramont nach Gerhart Hauptmann), rêve lyrique in fünf Akten, UA 1911
- L’Aube rouge (Libretto von Arthur Bernède und Paul de Choudens), drame lyrique in vier Akten, UA 1911
- La Sorcière (Libretto von André Sardou nach Victorien Sardou), drame musical in vier Akten, UA 1912
- Imroulcaïs, le roi errant, Bühnenmusik, UA 1919
- Faublas, comédie musicale in sechs Bildern, um 1919
- La Reine Wanda Bühnenmusik, UA 1919
- Forfaiture (Libretto von Paul Milliet und André de Lorde), comédie musicale in fünf Akten, UA 1921